# إرنست ماكس كوهن
كان إرنست ماكس كوهن (31 مارس 1920 - 30 ديسمبر 2004)، باحثًا وخبيرًا أمريكيًا في علم الطوابع متعدد اللغات من ولاية ألاباما، والذي دعا إلى إعادة البحث في المصادر الأصلية لعلم الطوابع بدلاً من الاعتماد على الأدبيات المنشورة لاحقًا في علم الطوابع.

## هواية جمع الطوابع
كان كوهن مهتمًا بشكل خاص ببريد الحصار في الحرب الفرنسية الألمانية في الفترة من 1870 إلى 1871، على الرغم من أن اهتمامه بجمع البريد كان أكثر انتشارًا في السابق.

## أدب الطوابعية
ألف إرنست كوهن عددًا من المؤلفات والكتب خلال مسيرتهِ المهنية في مجال الطوابع، بما في ذلك:
- Die “Papillons” von Metz (1976).
- The Flight of the “Ville d’Orleans (1978).
- Ordinary Mail by Diplomatic Means (1995).
- Unusual Mail in Occupied France 1870–1871 (2000).
- A Book of Postal History (1988)، الذي تضمن العديد من مقالاته التي كتبها سابقًا لمجلة طوابع البريد الأمريكية.

## نشاطه الطوابعي
كان كوهن عضوًا في أهم جمعيات هواة جمع الطوابع في الولايات المتحدة الأمريكية وفرنسا وبلجيكا والمملكة المتحدة. وفي الجمعية الأمريكية لهواة جمع الطوابع، شغل عدة مناصب، منها ممثل في لجنة تاريخ البريد التابعة للاتحاد الدولي لهواة جمع الطوابع (FIP)، وعضو في لجنة تاريخ البريد. وفي جمعية تاريخ البريد، شغل عددًا من المناصب، منها رئيسًا ومحررًا مساعدًا.

## التكريم
مُنح إرنست كوهن جائزة لوف لأبحاثه المتميزة في مجال هواة جمع الطوابع عام 1995، وجائزة ليختنشتاين لخدماته المتميزة في هذا المجال عام 2004. وحظي بتقديرٍ لأعماله من المؤتمر الأمريكي لهواة جمع الطوابع، والاتحاد الدولي لجمعيات هواة جمع الطوابع (FISA)، والاتحاد الدولي لهواة جمع الطوابع (FIP)، وجهاتٍ أخرى.
وتم اختياره ضمن قاعة مشاهير الجمعية الأمريكية لهواة طوابع البريد عام 2006.